# Hollige
Hollige ist ein Stadtteil von Walsrode im Landkreis Heidekreis, Niedersachsen.

## Geografie

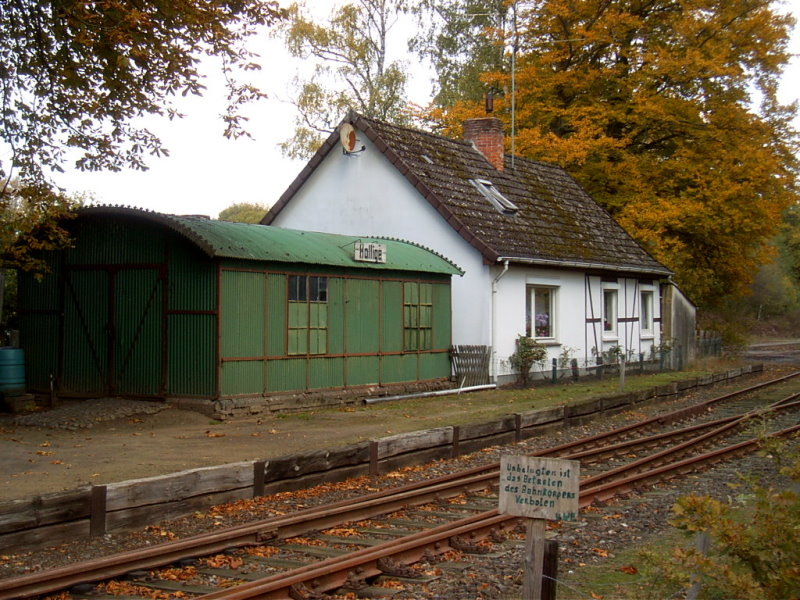
Einstige Bahnstation Hollige

Das Dorf liegt südwestlich des Hauptortes Walsrode.
Nordöstlich des Ortes verläuft die Bundesautobahn 27. Hollige liegt an der Verden-Walsroder Eisenbahn.
In Hollige gibt es keine Straßenbezeichnungen, sondern nur Hausnummern, nach denen sich Einwohner, Postboten, Lieferanten und Besucher orientieren müssen.

## Geschichte
Am 1. März 1974 wurde Hollige in die Stadt Walsrode eingegliedert.

## Politik
Ortsvorsteher ist Gerhard Meine.

## Kultur und Sehenswürdigkeiten
- Der Ortskern mit seinen alten Fachwerkhäusern, Stallungen und Hofanlagen ist sehenswert.
- Böhmetalbahn in Hollige mit dem dortigen Bahnhof, sonntags verkehrt auch der Zug.
- In der Ahrensheide förderte die Mobil Erdgas und Erdöl GmbH Erdöl. Die Pipeline endete bei Hollige an der Eisenbahnstrecke Verden-Walsrode.[2]

siehe auch Liste der Baudenkmale in Walsrode (Außenbezirke)#Hollige